# 薬師院 (京都市)
薬師院（やくしいん）は、京都市中京区にある黄檗宗の寺院。山号は医徳山。本尊は薬師如来。「こぬか薬師」の通称で知られる。

## 歴史
延暦元年（782年）、最澄は16歳の時に自ら一刀三礼で薬師如来像7体を彫り上げると、その内の1体を美濃国横倉に医徳堂を設けてそこに安置したという。この医徳堂の薬師如来像が当院の本尊であるという。後に医徳堂から薬師院に名を改めている。
寛喜2年（1230年）に全国的に疫病が流行した際、薬師院の住職の夢枕に「我が前に来れば一切の病苦を取り除こう。来ぬか、来ぬか」と薬師如来のお告げがあったという。以後人々が当院を訪れて祈願すると病気が平癒したことから、当院は「来ぬか薬師」という名で呼ばれるようになったという。
戦国時代に上洛を果たした織田信長により、当院は美濃国から当地に移転されたという。
その後、衰微していたところ元禄元年（1688年）に黄檗宗の鉄面寂錬禅師により再興される。
元治元年（1864年）7月19日に起きた禁門の変と、それによって発生したどんどん焼けにより全焼するが1889年（明治22年）に再建された。しかし、境内は大幅に縮小してしまった。

## 境内
- 本堂 - 前面は宝形造、後面は切妻造という珍しい建物である。
- 庫裏

## 前後の札所
京都十二薬師霊場
8 大超寺 - 9 薬師院 - 10 大福寺
通称寺の会（こぬか薬師）

## 住所
- 京都府京都市中京区釜座通二条上ル大黒町694

## 交通
- 京都市営地下鉄東西線 二条城前駅下車徒歩5分
- 京都市営地下鉄烏丸線 丸太町駅徒歩5分